# Montegiordano
Montegiordano – miejscowość i gmina we Włoszech, w regionie Kalabria, w prowincji Cosenza.
Według danych na rok 2004 gminę zamieszkiwało 2125 osób, 60,7 os./km².